# Denise DuBarry
Denise DuBarry Hay (Killeen, Texas, 1956. március 6. – Los Angeles, Kalifornia, 2019. március 23.) amerikai színésznő, filmproducer.

## Filmjei
Mozifilmek
- Skateboard (1978)
- Isten hozta, Mr... (Being There) (1979)
- Pokolba veled (The Devil and Max Devlin) (1981)
- Beyond Reason (1985)
- KGB: The Secret War (1985)
- Monster in the Closet (1986)
- Do It or Die (2017)

Tv-filmek
- Halálkanyar (Deadman's Curve) (1978)
- Crisis in Mid-air (1979)
- Fast Friends (1979)
- The Darker Side of Terror (1979)
- Top of the Hill (1980)

Tv-sorozatok
- Charlie angyalai (Charlie's Angels) (1977–1981, két epizódban)
- Baa Baa Black Sheep (1978, nyolc epizódban)
- CHiPs (1978–1979, két epizódban)
- A Man Called Sloane (1979, egy epizódban)
- Flying High (1979, egy epizódban)
- Szerelemhajó (The Love Boat) (1981, egy epizódban)
- Trapper John, M.D. (1986, egy epizódban)
- Days of our Lives (1990–1993, hat epizódban)